# Mihama (Aichi)
Pour les articles homonymes, voir Mihama (homonymie).
Mihama (美浜町, Mihama-chō) est un bourg du district de Chita, dans la préfecture d'Aichi, au Japon.

## Géographie

### Situation
Mihama est situé dans le centre de la péninsule de Chita, bordé par la baie d'Ise à l'ouest et la baie de Mikawa à l'est.

### Municipalités limitrophes
| Tokoname   | Taketoyo    | baie de Mikawa |
| baie d'Ise | Mihama      | baie de Mikawa |
| baie d'Ise | Minamichita | Minamichita    |

### Démographie
Au 1er janvier 2014, la population de Mihama s'élevait à 24 482 habitants répartis sur une superficie de 46,39 km2. En janvier 2025, la population était estimée à 20 518 habitants.

## Histoire
Le bourg de Mihama a été créé le 1er avril 1955 de la fusion des anciens bourgs de Kōwa et Noma.

## Transports
Mihama est desservi par les lignes Kōwa et Chita de la Meitetsu.